# Horní Malá Úpa
Horní Malá Úpa (německy Ober Kleinaupa) je vesnice, část obce Malá Úpa v okrese Trutnov. Prochází zde silnice II/252. V roce 2009 zde bylo evidováno 116 adres. V roce 2001 zde trvale žilo 91 obyvatel.
Horní Malá Úpa je také název katastrálního území o rozloze 19,24 km2.
Nejsevernější část Horní Malé Úpy tvoří Pomezní Boudy, kde se nachází hraniční přechod do sousedního Polska.

## Historie
První písemná zmínka o obci pochází z roku 1748.

## Pamětihodnosti
- Venkovské domy čp. 27, 46, 95